# Vol AeroUnion 302
Le 13 avril 2010, un Airbus A300 effectuant le vol AeroUnion 302, un vol cargo international régulier entre l'aéroport international de Mexico, au Mexique, et l'aéroport international de Los Angeles, aux États-Unis, s'écrase lors de son approche finale, par mauvais temps, près de l'aéroport international de Monterrey, où le vol faisait escale. Les cinq membres d'équipage à bord sont tous tués, ainsi qu'une personne au sol.

## Avion et équipage

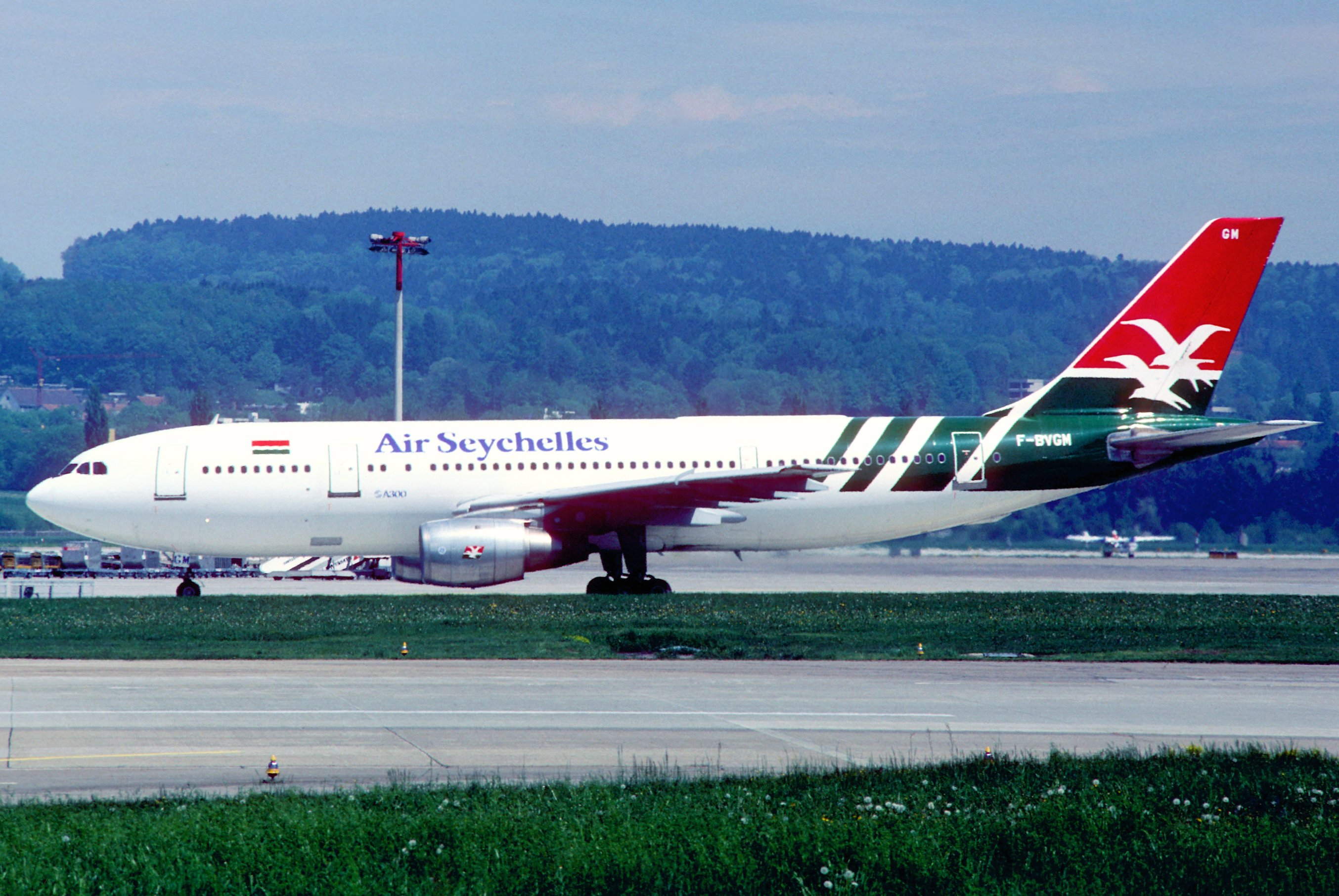
L'appareil impliqué dans l'accident, alors en service chez Air Seychelles (immatriculation F-BVGM), ici en juin 1986.

L'appareil impliqué, un Airbus A300B4-203F, a été construit en 1979 et, après avoir été en service chez plusieurs compagnies aérienne, dont Air France et Malaysia Airlines, il a été loué à la compagnie mexicaine AeroUnion (en) en avril 2002 et immatriculé XA-TUE. Au moment de l'accident, l'avion compte 55 200 heures de vol et a effectué 27 600 cycles de vol (décollage/atterrissage).
Le commandant de bord est Adolfo Muller Pazos (56 ans), qui totalise 16 754 heures de vol, dont 5 446 sur Airbus A300. Le copilote est José Manuel Guerra (37 ans), qui compte 3 114 heures de vol, dont 1 994 sur A300. Le mécanicien navigant est Humberto Castillo Vera (34 ans), qui cumule 3 038 heures de vol, dont 1 461 sur A300.
À bord de l'appareil se trouve également un pilote observateur, Manfred Muller (25 ans), qui totalise 206 heures de vol, et un technicien de maintenance de 36 ans, Érick Guzmán.

## Accident
L'équipage du vol 302 est autorisé à effectuer un approche de type VOR/DME sur la piste 11 de l'aéroport international de Monterrey, mais il a choisi d'exécuter une remise de gaz, après une première tentative d'atterrissage. Par la suite, l'avion s'écrase, vers 23 h 18 heure locale (4 h 18 UTC), sur l'autoroute Avenida Miguel Alemán, située à 1 900 mètres du seuil de piste. Lors de l'impact au sol, l'appareil percute une voiture, tuant son conducteur sur le coup, puis l'avion se désintègre et prend feu. Les cinq occupants de l'avion périrent dans l'accident.
Au moment de l'accident, les conditions météorologiques sont très mauvaises, en raison d'une tempête présente sur l'aéroport, avec un cisaillement du vent, de fortes pluies et un plafond nuageux variant entre 500 et 800 pieds (150 et 240 m). Le METAR en vigueur au moment du crash indique une visibilité de 7 miles (11 km) avec de la pluie légère. La nébulosité était fragmentée à 2 500 pieds (760 m) et le ciel était couvert à 5 000 pieds (1 500 m). Des éclairs intranuageux ont également été observés.

## Enquête
L'Agencia Federal de Aviación Civil (AFAC), appartenant au Secrétariat à l'Infrastructure, aux Communications et aux Transports du Mexique (SCT), a ouvert une enquête sur cet accident. Une assistance a été fournie par Airbus, le constructeur de l'appareil, et par le Bureau d'enquêtes et d'analyses pour la sécurité de l'aviation civile (BEA), l'organisme français chargé des enquêtes sur les accidents aériens.
L'enquête révèle que, lors de la phase d'approche, la vitesse de l'avion a diminué à 110 nœuds (200 km/h), soit plus de 20 nœuds (37 km/h) en dessous de la vitesse minimale requise lors de l'approche finale. Cette situation fut aggravée par les pilotes qui ont tiré sur le manche, entrainant une diminution supplémentaire de la vitesse, ainsi qu'une augmentation de l'angle d'attaque des ailes de l'appareil.
Les systèmes de protections de l'A300 (vibreur de manche, alarme de décrochage et protection Alpha Floor) entrent alors en action et font accélérer les moteurs jusqu'à atteindre leur poussée maximale. Seulement, le compensateur du plan horizontal réglable, alors à 10,25° à cabrer, n'a pas été ajusté par les pilotes, qui se sont alors contenté de poussé le manche vers l'avant.
L'avion s'est alors cabré jusqu'à atteindre une assiette positive de près de 41°, la vitesse a chuté à 70 nœuds (130 km/h), le vibreur de manche et l'alarme de décrochage se sont à nouveau activés, le manche était en butée vers l'avant et l'A300 a commencé à descendre rapidement. Durant les dix dernières secondes, les pilotes ont tirés sur le manche vers l'arrière, tandis que l'avion perdait de l'altitude jusqu'à l'impact avec le sol.